# Giovanni Battista Venturi

Venturi hatás:az első mérőcsőben (1) nagyobb a nyomás, mint a másodikban (2), és a folyadék sebessége az "1"-nél kisebb, mint a "2"-nél, mert az "1"-nél nagyobb a keresztmetszet, mint a "2"-nél.

Giovanni Battista Venturi (Bibbiano, 1746. szeptember 11. – Reggio Emilia, 1822. szeptember 10.) olasz fizikus, tudós, irodalmár, diplomata és tudománytörténész, a  Venturi-hatás felfedezője, névadója a Venturi csőnek, a Venturi áramlásmérőnek és a Venturi szivattyúnak.

## Életpályája
Giovanni Battista Venturi az olaszországi Reggio Emilia tartományban fekvő Bibbianóban született. Joseph Louis Lagrange és Pierre-Simon de Laplace kortársa, Lazzaro Spallanzani tanítványa volt.
1769-ben, 23 éves korában szentelték pappá, és még ugyanebben az évben kinevezték a logika tanárává a reggio emiliai szemináriumban, ahol már korábban is képzést kapott. 1774-ben a modenai egyetem geometriai és filozófiai professzora lett. Később a modenai herceg idejében hercegi matematikus, állami mérnök és könyvvizsgáló volt. Állami mérnökként hídépítésért, vízfolyások rendezéséért, mocsaras területek lecsapolásáért és a gátépítés állami szabályozásának kidolgozásáért volt felelős. 1786-ban a modenai egyetem kísérleti fizika professzori állását kapta meg, ahol az általa alapított laboratóriumot a legmodernebb berendezésekkel látta el.
Venturi a modenai herceg küldöttségének titkáraként Párizsba költözött, hogy tárgyalásokat folytasson a Legfelsőbb Végrehajtó Tanáccsal. A sikertelen tárgyalásokat követően másfél évig ott maradt, hogy továbbfejlessze fizikai és kémiai ismereteit. Párizsi tartózkodása alatt kapcsolatba került a korszak legműveltebb tudósaival, mint amilyen például Georges Cuvier, René Just Haüy, Jean-Baptiste Biot, Joseph Jérôme Lefrançais de Lalande, Gaspard Monge, Pierre-Simon de Laplace és még sokan mások. Több értekezést is publikált, köztük a híres "Venturi-effektus" című 1797-es értekezést. Venturi tervét azonban csak 1888-ban alkalmazták gyakorlati készülékben, amikor Clemens Herschel szabadalmat kapott a Venturi cső első kereskedelmi modelljére. 1926-ban ezt követte Cecil Aggeler (1902. augusztus 12. – 1974. december 15.) "Egy Venturi típusú árammérő tervezése" című diplomamunkája.

## Tudománytörténész

Áramlás a venturi csőben

Venturi egy másik értekezésében tudománytörténészi képességeit bizonyította. Ő volt az első, aki 1797-ben megjelent Essai sur les ouvrages physico-mathématiques de Léonard de Vinci című munkájában elsőként hívta fel a figyelmet Leonardo da Vinci jelentőségére, mint tudósra, és nem egyszerűen mint művészre. A hidraulika területén is dolgozott vele. Őket tekintik a tribológia első tanulmányozóinak.
Joseph Jérôme Lefrançais de Lalande, a párizsi obszervatórium igazgatója Bonaparte Napóleon tábornoknak ajánlotta Venturit, mint "az egyik legilletékesebb embert, aki képes hírnevet szerezni Itáliának, és ott hasznos vízműveket építeni, valamint jó munkát végezni a matematika és a fizika terén", és dicsérte képességeit a polgári mérnöki és katonai építészet művészetében. Venturi abbé Napóleon befolyását és védelmét használta fel arra, hogy meghiúsítsa azoknak az intrikáit, akik megpróbálták kiszorítani őt az egyetemi állásából. Bonaparte a Corps législatif tagjává, a modenai katonai iskola tanárává és a Becsületlégió lovagjává tette. A kedvezőtlen politikai hatások Venturit sok viszontagságnak tették ki, és még börtönbüntetést is eredményeztek. Olaszország meghódítása után azonban Napóleon első konzul professzori állást adott neki a páviai egyetemen, és emellett számos diplomáciai küldetést is kapott. Venturi mérnöki szakértelmét továbbra is alkalmazta a bányamunkák és a vízépítés területén.

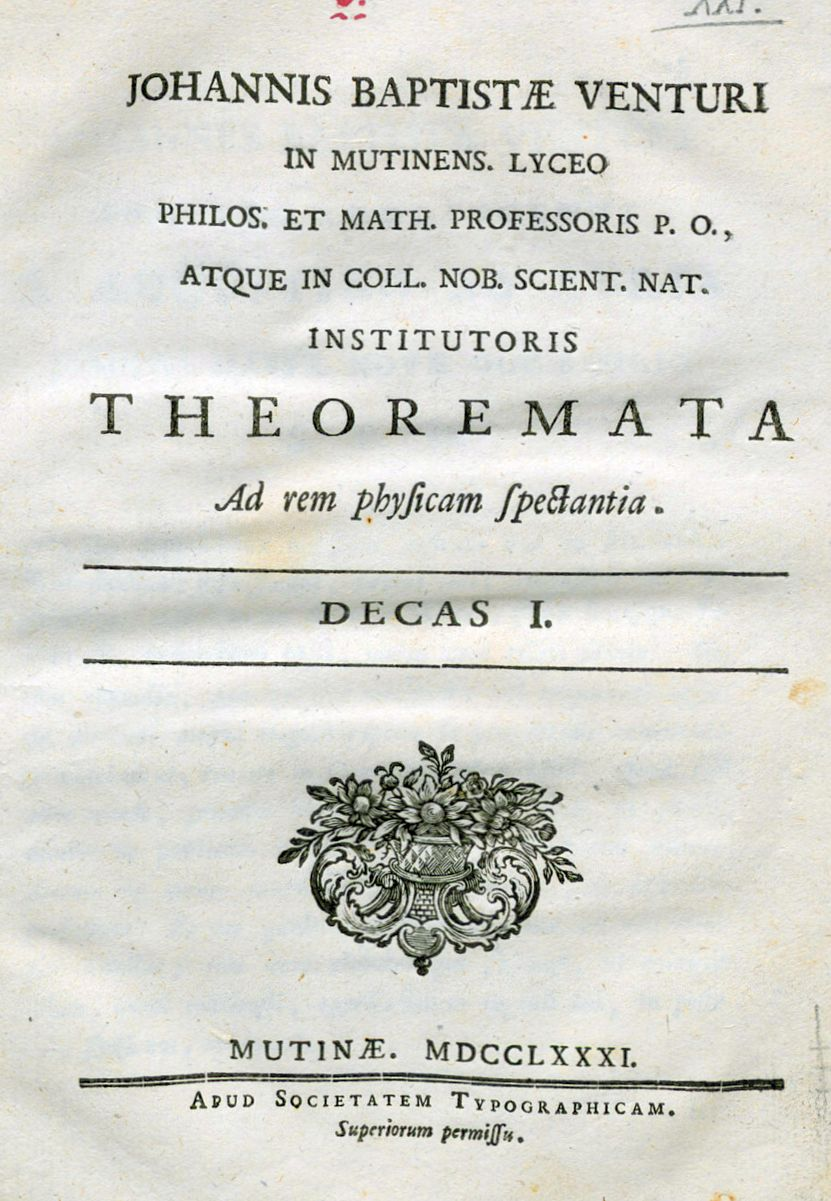
Venturi 1781-ben írt munkájának címlapja

Később a Helvetiai Konföderáció diplomáciai megbízottja lett, és tizenkét évet töltött Svájcban. Megromlott egészségi állapota miatt 1813-ban nyugdíjba vonult, és Napóleon császár a maximális mértékű nyugdíjat biztosította számára. Reggióba visszatérve számos tudományos és irodalmi mű publikálásába fogott.
1812. szeptember 10-én, életének 76. évében hunyt el.

## Fordítás
- Ez a szócikk részben vagy egészben  a   Giovanni Battista Venturi című angol Wikipédia-szócikk ezen változatának fordításán alapul.  Az eredeti cikk szerkesztőit annak laptörténete sorolja fel. Ez a jelzés csupán a megfogalmazás eredetét és a szerzői jogokat jelzi, nem szolgál a cikkben szereplő információk forrásmegjelöléseként.